# Hunase, Alur
Hunase là một làng thuộc tehsil Alur, huyện Hassan, bang Karnataka, Ấn Độ.